# Highland Football League 2000–01
Highland Football League 2000–01 với chức vô địch thuộc về Cove Rangers. Fort William đứng cuối bảng. Elgin City & Peterhead rời Highland League để gia nhập Scottish Football League, giảm số đội từ 16 xuống còn 14 trong mùa giải này.

## Bảng xếp hạng
| XH | Đội              | Tr | T  | H  | T  | BT | BB | HS  | Đ  |
| -- | ---------------- | -- | -- | -- | -- | -- | -- | --- | -- |
| 1  | Cove Rangers (C) | 26 | 20 | 3  | 3  | 74 | 32 | +42 | 63 |
| 2  | Huntly           | 26 | 19 | 2  | 5  | 61 | 29 | +32 | 59 |
| 3  | Buckie Thistle   | 26 | 13 | 7  | 6  | 46 | 33 | +13 | 46 |
| 4  | Clachnacuddin    | 26 | 13 | 5  | 8  | 47 | 35 | +12 | 44 |
| 5  | Keith            | 26 | 11 | 9  | 6  | 54 | 43 | +11 | 42 |
| 6  | Deveronvale      | 26 | 11 | 8  | 7  | 40 | 32 | +8  | 41 |
| 7  | Forres Mechanics | 26 | 10 | 10 | 6  | 44 | 39 | +5  | 40 |
| 8  | Fraserburgh      | 26 | 12 | 3  | 11 | 47 | 38 | +9  | 39 |
| 9  | Nairn County     | 26 | 8  | 7  | 11 | 44 | 58 | −14 | 31 |
| 10 | Wick Academy     | 26 | 8  | 5  | 13 | 39 | 43 | −4  | 29 |
| 11 | Rothes           | 26 | 6  | 5  | 15 | 30 | 45 | −15 | 23 |
| 12 | Lossiemouth      | 26 | 6  | 4  | 16 | 27 | 60 | −33 | 22 |
| 13 | Brora Rangers    | 26 | 4  | 3  | 19 | 42 | 78 | −36 | 15 |
| 14 | Fort William     | 26 | 3  | 5  | 18 | 27 | 57 | −30 | 14 |

Nguồn: Scottish Football Historical Archive - Highland League Final Tables
Quy tắc xếp hạng: 1. Điểm; 2. Hiệu số bàn thắng; 3. Số bàn thắng.
(VĐ) = Vô địch; (XH) = Xuống hạng; (LH) = Lên hạng; (O) = Thắng trận Play-off; (A) = Lọt vào vòng sau. 
Chỉ được áp dụng khi mùa giải chưa kết thúc: 
(Q) = Lọt vào vòng đấu cụ thể của giải đấu đã nêu; (TQ) = Giành vé dự giải đấu, nhưng chưa tới vòng đấu đã nêu.

Bản mẫu:Bóng đá Scotland 2000-01